# Belostomatidae
Họ Chân bơi (còn được gọi là họ bọ nước khổng lồ, danh pháp khoa học Belostomatidae) là một họ các loài côn trùng thủy sinh trong siêu họ Nepoidea, cận bộ Nepomorpha, phân bộ Heteroptera, bộ Hemiptera. Chúng là những côn trùng cánh nửa lớn nhất, có chân biến đổi bè ra, hình dạng giống mái chèo nhằm tăng diện tích tiếp xúc với mặt nước.
Có khoảng 170 loài được tìm thấy trong các môi trường sống nước ngọt trên toàn thế giới, với hơn 110 loài ở Tân nhiệt đới, hơn 20 loài ở châu Phi, gần như nhiều loài ở vùng Cận Bắc cực, và ít hơn ở những nơi khác. Những loài săn mồi này thường gặp ở các ao nước ngọt, đầm lầy và các dòng suối chảy chậm. Hầu hết các loài dài ít nhất 2 cm, mặc dù các loài nhỏ hơn, xuống 0,9 cm, cũng tồn tại.
Những con lớn nhất là thành viên của chi Lethocerus, có thể vượt quá 12 cm và gần bằng chiều dài của một số loài bọ lớn nhất trên thế giới. Bọ nước khổng lồ là một loại thực phẩm phổ biến ở các vùng của châu Á. 

## Đặc điểm sinh lý

### Săn mồi và tự vệ
Các loài bọ cánh cứng nước khổng lồ là những kẻ săn mồi hung hãn rình, bắt mồi và ăn cá, động vật lưỡng cư, cũng như động vật không xương sống dưới nước như ốc và động vật giáp xác. Các loài lớn nhất cũng săn bắt và ăn rùa con và rắn nước. Chúng thường nằm bất động dưới đáy nước, gắn vào các vật thể khác nhau, nơi chúng chờ đợi con mồi đến gần.
Bọ nước tấn công bằng cách sử dụng chân trước được sửa đổi để bắt mồi, đôi khi chúng còn phối hợp các chi còn lại để giữ chặt và làm giảm khả năng trốn thoát của con mồi, sau khi bắt được con mồi, bọ nước sẽ tiêm một loại nước bọt tiêu hóa có nọc độc vào cơ thể con mồi. Mặc dù vết cắn của chúng rất đau, nhưng nó không tác động lớn đối với sức khỏe người bị cắn. Đôi khi, khi gặp phải một động vật lớn hơn, chẳng hạn như con người, chúng "giả chết" và hầu hết các loài đều có thể tiết ra chất dịch từ hậu môn của chúng.

### Sinh sản
Các loài bọ cánh cứng nước khổng lồ cho thấy sự chăm sóc của cá thể bố đối với đàn con và những khía cạnh này đã được nghiên cứu rộng rãi, trong số những khía cạnh khác liên quan đến Belostoma flumineum Bắc Mỹ và deyrollei Đông Á (Kirkaldyia). Ở các loài thuộc phân họ Belostomatinae, trứng thường được đẻ trên cánh của con đực và mang theo cho đến khi trứng nở. Con đực không thể giao phối trong thời kỳ này.

## Phân loại
- Bộ Cánh nửa
  - Phân bộ Heteroptera
    - Cận bộ Nepomorpha
      - Siêu họ Nepoidea
        - Họ Chân bơi
          - Phân họ Belostomatinae
            - Chi Abedus
            - Chi Appasus
            - Chi Belostoma
            - Chi Diplonychus
            - Chi Hydrocyrius
            - Chi Limnogeton
            - Chi Poissonia
            - Chi Sphaerodema
            - Chi Weberiellia

          - Phân họ Lethocerinae
            - Chi Lethocerus: Cà cuống, Lethocerus americanus, Lethocerus deyrollei
            - Chi Benacus
            - Chi Kirkaldyia

          - Phân họ Horvathiniinae: chi duy nhất Horvathinia

## Phân bổ
Côn trùng Chân bơi sống trên mặt nước ao, hồ và suối nước ngọt, tập trung tại Bắc Mỹ, Nam Mỹ, Đông Á.

## Hình ảnh

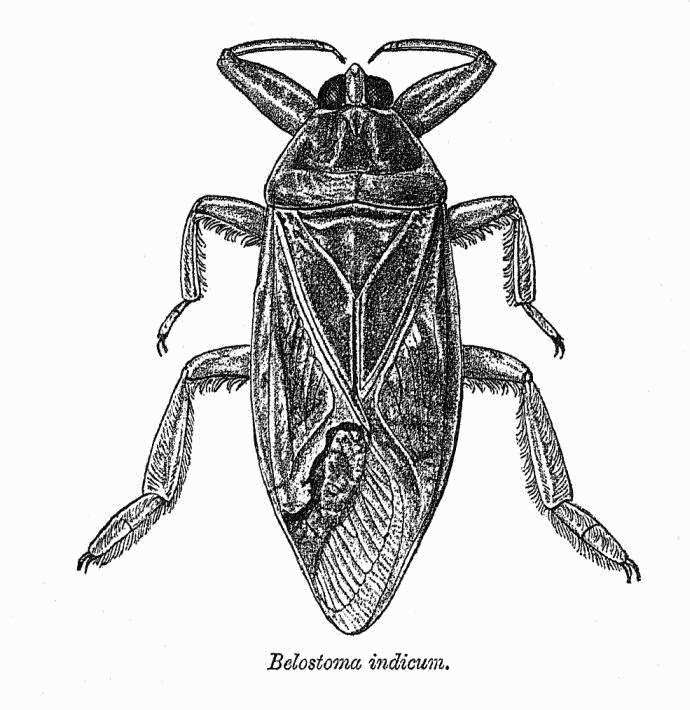
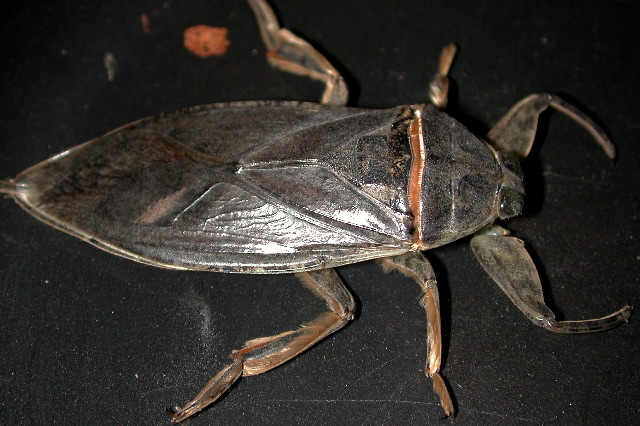
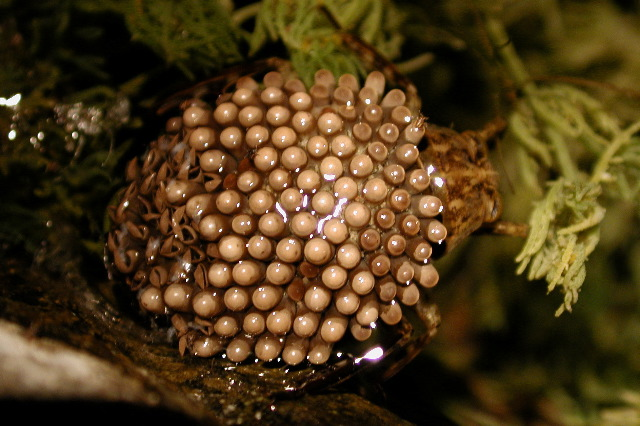
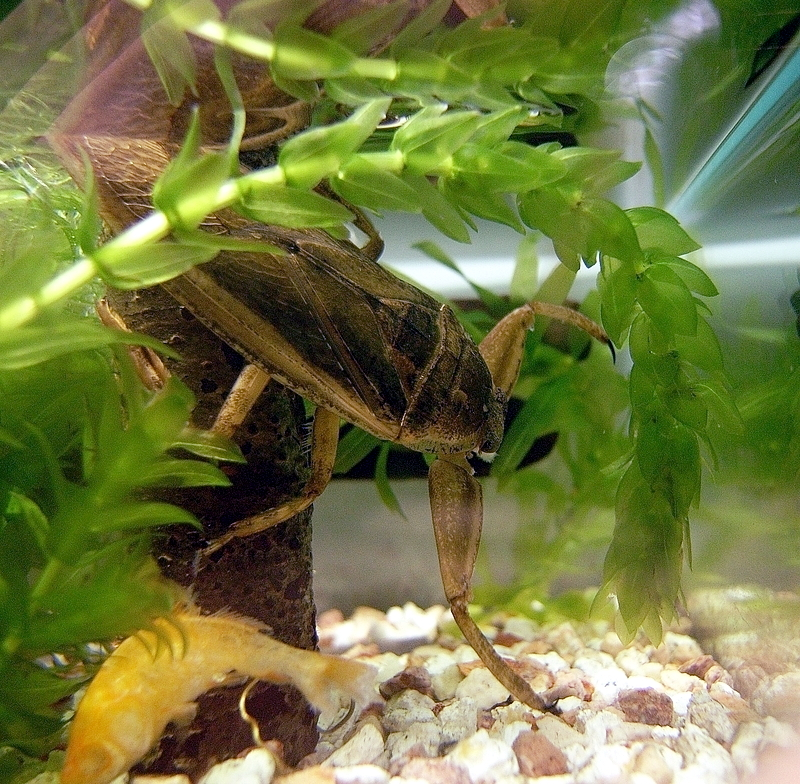